# Glyptotendipes pilosus
Glyptotendipes pilosus är en tvåvingeart som beskrevs av Sushill K. Dutta och Chaudhuri 1995. Glyptotendipes pilosus ingår i släktet Glyptotendipes och familjen fjädermyggor.
Artens utbredningsområde är West Bengal (Indien). Inga underarter finns listade i Catalogue of Life.